# ONE (鈴木亜美の曲)
「ONE」（ワン）は、日本の歌手・女優、鈴木亜美のエイベックス移籍後14枚目のシングル。

## 解説
- 2008年7月2日にavex traxより発売。音楽配信サイトmu-moでは、6月18日より着うたダウンロードがスタートされた。
- 「CD＋DVD」と「CDのみ」の2形態で発売。ジャケットもそれぞれ異なっている。
- 2007年リリースシングル「FREE FREE SUPER MUSIC MAKER」のプロデューサーである中田ヤスタカが、再び楽曲提供した。

## 収録曲

### CD
全曲作詞・作曲・編曲・プロデュース：中田ヤスタカ
1. ONE
日本テレビ系「第28回全国高等学校クイズ選手権」応援ソング
2. A token of love
3. ONE（Instrumental）
4. A token of love（FM88 mix）

### DVD
1. ONE（MUSIC CLIP）

## 収録アルバム
- ONE
  - 『Supreme Show』
- A token of love
  - 『Supreme Show』

## リンク
- 鈴木亜美×中田ヤスタカ コラボ再び！！ - hotexpress